# ФК Железничар Београд
ФК Железничар је српски фудбалски клуб из Београда.

## Историја
Клуб је основан 1924. године, када је група млађих радника са београдске железничке станице почела да игра фудбал. Касније те године, први тим је био формиран. У сезони 1927/28. клуб је почео да се такмичи. Клуб је 1935. године изградио нови фудбалски стадион. На отварању ФК Железничар Београд је победио ФК Грађански из Земуна са 12:0.
Играли су у тамноплавим дресовима и белим штуцнама. Стадион ФК Железничар се налазио на Бара Венецији.
Одлуком града Београда, због изградње „Београда на води”, срушен је стадион ФК Железничар.